# Kenya a 2000. évi nyári olimpiai játékokon
Kenya az ausztráliai Sydneyben megrendezett 2000. évi nyári olimpiai játékok egyik részt vevő nemzete volt. Az országot az olimpián 6 sportágban 56 sportoló képviselte, akik összesen 7 érmet szereztek.

## Érmesek
| Érem  | Versenyző            | Sportág  | Versenyszám          |
| ----- | -------------------- | -------- | -------------------- |
| Arany | Noah Ngeny           | Atlétika | Férfi 1500 m         |
| Arany | Reuben Kosgei        | Atlétika | Férfi 3000 m akadály |
| Ezüst | Paul Tergat          | Atlétika | Férfi 10 000 m       |
| Ezüst | Eric Wainaina        | Atlétika | Férfi maraton        |
| Ezüst | Wilson Boit Kipketer | Atlétika | Férfi 3000 m akadály |
| Bronz | Bernard Lagat        | Atlétika | Férfi 1500 m         |
| Bronz | Joyce Chepchumba     | Atlétika | Női maraton          |

## Atlétika
Férfi
| Versenyző                                            | Versenyszám     | Előfutam      | Előfutam      | Előfutam      | Negyeddöntő | Negyeddöntő | Negyeddöntő | Elődöntő | Elődöntő | Elődöntő | Döntő         | Döntő         |
| Versenyző                                            | Versenyszám     | Idő           | Hely.         | Össz.         | Idő         | Hely.       | Össz.       | Idő      | Hely.    | Össz.    | Idő           | Helyezés      |
| ---------------------------------------------------- | --------------- | ------------- | ------------- | ------------- | ----------- | ----------- | ----------- | -------- | -------- | -------- | ------------- | ------------- |
| Ezra Sambu                                           | 200 m           | 21,23         | 7.            | 52.           | kiesett     | kiesett     | kiesett     | kiesett  | kiesett  | kiesett  | kiesett       | kiesett       |
| David Kirui                                          | 400 m           | 45,69         | 2.            | 17.           | 46,00       | 6.          | 28.         | kiesett  | kiesett  | kiesett  | kiesett       | kiesett       |
| Kennedy Ochieng                                      | 400 m           | nem ért célba | nem ért célba | nem ért célba | kiesett     | kiesett     | kiesett     | kiesett  | kiesett  | kiesett  | kiesett       | kiesett       |
| Japheth Kimutai                                      | 800 m           | 1:45,60       | 2.            | 3.            |             |             |             | 1:45,64  | 5.       | 12.      | kiesett       | kiesett       |
| Joseph Mutua                                         | 800 m           | 1:47,86       | 3.            | 31.           |             |             |             | kiesett  | kiesett  | kiesett  | kiesett       | kiesett       |
| William Yiampoy                                      | 800 m           | 1:47,35       | 4.            | 17.           |             |             |             | 1:45,88  | 5.       | 13.      | kiesett       | kiesett       |
| William Chirchir                                     | 1500 m          | 3:40,22       | 8.            | 19.           |             |             |             | kiesett  | kiesett  | kiesett  | kiesett       | kiesett       |
| Bernard Lagat                                        | 1500 m          | 3:40,42       | 2.            | 22.           |             |             |             | 3:37,84  | 2.       | 2.       | 3:32,44       |               |
| Noah Ngeny                                           | 1500 m          | 3:38,03       | 1.            | 1.            |             |             |             | 3:39,29  | 1.       | 8.       | 3:32,07       |               |
| David Chelule                                        | 5000 m          | 13:29,98      | 4.            | 13.           |             |             |             |          |          |          | 13:37,13      | 5.            |
| Julius Gitahi                                        | 5000 m          | 13:23,12      | 5.            | 5.            |             |             |             |          |          |          | 13:39,11      | 9.            |
| Richard Limo                                         | 5000 m          | 13:23,17      | 6.            | 6.            |             |             |             |          |          |          | 13:39,43      | 10.           |
| Patrick Ivuti                                        | 10 000 m        | 27:50,10      | 2.            | 10.           |             |             |             |          |          |          | 27:20,44      | 4.            |
| John Korir                                           | 10 000 m        | 27:50,19      | 3.            | 11.           |             |             |             |          |          |          | 27:24,75      | 5.            |
| Paul Tergat                                          | 10 000 m        | 27:44,07      | 2.            | 2.            |             |             |             |          |          |          | 27:18,29      |               |
| Kenneth Cheruiyot                                    | Maraton         |               |               |               |             |             |             |          |          |          | nem ért célba | nem ért célba |
| Elijah Lagat                                         | Maraton         |               |               |               |             |             |             |          |          |          | nem ért célba | nem ért célba |
| Eric Wainaina                                        | Maraton         |               |               |               |             |             |             |          |          |          | 2:10:31       |               |
| Erick Keter                                          | 400 m gát       | 50,06         | 6.            | 18.*          |             |             |             | 51,25    | 8.       | 24.      | kiesett       | kiesett       |
| Hillary Maritim                                      | 400 m gát       | 51,04         | 6.            | 37.           |             |             |             | kiesett  | kiesett  | kiesett  | kiesett       | kiesett       |
| Bernard Barmasai                                     | 3000 m akadály  | 8:23,08       | 1.            | 4.            |             |             |             |          |          |          | 8:22,23       | 4.            |
| Wilson Boit Kipketer                                 | 3000 m akadály  | 8:22,07       | 2.            | 2.            |             |             |             |          |          |          | 8:21,77       |               |
| Reuben Kosgei                                        | 3000 m akadály  | 8:23,17       | 1.            | 5.            |             |             |             |          |          |          | 8:21,43       |               |
| Ezra Sambu Samson Yego Joseph Mutua Julius Chepkwony | 4 × 400 m váltó | 3:06,77       | 2.            | 18.           |             |             |             | kizárták | kizárták | kizárták | kiesett       | kiesett       |
| David Kimutai                                        | 20 km gyaloglás |               |               |               |             |             |             |          |          |          | 1:28:45       | 39.           |
| Julius Sawe                                          | 20 km gyaloglás |               |               |               |             |             |             |          |          |          | 1:30:55       | 42.           |

Női
| Versenyző        | Versenyszám | Előfutam | Előfutam | Előfutam | Elődöntő | Elődöntő | Elődöntő | Döntő    | Döntő    |
| Versenyző        | Versenyszám | Idő      | Hely.    | Össz.    | Idő      | Hely.    | Össz.    | Idő      | Helyezés |
| ---------------- | ----------- | -------- | -------- | -------- | -------- | -------- | -------- | -------- | -------- |
| Naomi Mugo       | 1500 m      | 4:13,18  | 10.      | 31.      | kiesett  | kiesett  | kiesett  | kiesett  | kiesett  |
| Lydia Cheromei   | 5000 m      | 15:09,32 | 4.       | 7.       |          |          |          | 14:47,35 | 6.       |
| Rose Cheruiyot   | 5000 m      | 15:13,18 | 1.       | 12.      |          |          |          | 14:58,07 | 11.      |
| Vivian Cheruiyot | 5000 m      | 15:11,11 | 5.       | 10.      |          |          |          | 15:33,66 | 14.      |
| Sally Barsosio   | 10 000 m    | 32:34,07 | 1.       | 9.       |          |          |          | 31:57,41 | 17.      |
| Alice Timbilil   | 10 000 m    | 32:34,15 | 2.       | 10.      |          |          |          | 31:50,22 | 14.      |
| Tegla Loroupe    | 10 000 m    | 32:06,41 | 2.       | 2.       |          |          |          | 30:37,26 | 5.       |
| Tegla Loroupe    | Maraton     |          |          |          |          |          |          | 2:29:45  | 13.      |
| Joyce Chepchumba | Maraton     |          |          |          |          |          |          | 2:24:45  |          |
| Esther Wanjiru   | Maraton     |          |          |          |          |          |          | 2:26:17  | 4.       |

* – egy másik versenyzővel azonos eredményt ért el

## Íjászat
| Versenyző      | Versenyszám | Selejtező | Selejtező | 64-es főtábla                 | 32-es főtábla     | Nyolcaddöntő      | Negyeddöntő       | Elődöntő          | Döntő             | Helyezés |
| Versenyző      | Versenyszám | Pont      | Kiemelt   | Ellenfél Eredmény             | Ellenfél Eredmény | Ellenfél Eredmény | Ellenfél Eredmény | Ellenfél Eredmény | Ellenfél Eredmény | Helyezés |
| -------------- | ----------- | --------- | --------- | ----------------------------- | ----------------- | ----------------- | ----------------- | ----------------- | ----------------- | -------- |
| Dominic Rebelo | Egyéni      | 500       | 63.       | O Kjomun (KOR) (2.) · 132-168 | kiesett           | kiesett           | kiesett           | kiesett           | kiesett           | 63.      |

## Kerékpározás

### Hegyi-kerékpározás
| Versenyző   | Versenyszám        | Idő           | Helyezés |
| ----------- | ------------------ | ------------- | -------- |
| Ken Muhindi | Férfi terepverseny | 4 kör hátrány | 39.      |

## Ökölvívás
| Versenyző              | Versenyszám  | Selejtező                           | Nyolcaddöntő                   | Negyeddöntő                 | Elődöntő          | Döntő             | Helyezés |
| Versenyző              | Versenyszám  | Ellenfél Eredmény                   | Ellenfél Eredmény              | Ellenfél Eredmény           | Ellenfél Eredmény | Ellenfél Eredmény | Helyezés |
| ---------------------- | ------------ | ----------------------------------- | ------------------------------ | --------------------------- | ----------------- | ----------------- | -------- |
| Suleiman Wanjau Bilali | Papírsúly    |                                     | Phumzile Matyhila (RSA) · 15-0 | Rafael Lozano (ESP) · 10-11 | kiesett           | kiesett           | 6.       |
| Fred Kinuthia          | Kisváltósúly | Ben Neequaye (GHA) · 2-14           | kiesett                        | kiesett                     | kiesett           | kiesett           | 17.      |
| Peter Kariuki Ngumi    | Középsúly    | Vüqar Mursal Ələkbərov (AZE) · 3-12 | kiesett                        | kiesett                     | kiesett           | kiesett           | 17.      |
| George Olwande Odindo  | Félnehézsúly | Alekszej Katulevszkij (KGZ) · 2-11  | kiesett                        | kiesett                     | kiesett           | kiesett           | 17.      |

## Röplabda

### Női
| Kenyai női röplabdacsapat-játékoskeret                                                                               | Kenyai női röplabdacsapat-játékoskeret                                                                 |
| --- | --- |
| - Violet Barasa - Edna Chepngeno - Margaret Indakala - Maria Kochwa - Jacqueline Makokha - Dorcas Nakhomicha Ndasaba | - Gladys Nasikanda - Roselidah Obunaga - Judith Serenge - Doris Wanjala - Nancy Waswa - Emily Wesutila |

#### Eredmények
Csoportkör
A csoport
|                        |      | Mérkőzések | Mérkőzések | Szettek | Szettek | Szettek | Pontok | Pontok | Pontok |
| Csapat                 | Pont | Gy         | V          | Sz+     | Sz–     | SzA     | P+     | P–     | PA     |
| ---------------------- | ---- | ---------- | ---------- | ------- | ------- | ------- | ------ | ------ | ------ |
| Brazília (BRA)         | 10   | 5          | 0          | 15      | 1       | 15,000  | 395    | 272    | 1,452  |
| Egyesült Államok (USA) | 9    | 4          | 1          | 13      | 4       | 3,250   | 392    | 306    | 1,281  |
| Horvátország (CRO)     | 8    | 3          | 2          | 9       | 9       | 1,000   | 411    | 389    | 1,057  |
| Kína (CHN)             | 7    | 2          | 3          | 8       | 9       | 0,889   | 371    | 365    | 1,016  |
| Ausztrália (AUS)       | 6    | 1          | 4          | 4       | 13      | 0,308   | 303    | 408    | 0,743  |
| Kenya (KEN)            | 5    | 0          | 5          | 2       | 15      | 0,133   | 280    | 412    | 0,680  |

| 2000. szeptember 16. 12:30 | Brazília (BRA)       | 3–0 | Kenya (KEN) | Nézőszám: 5500 Játékvezető: Marian Stamate (ROM), Songsak Chareonpong (THA) |
| 2000. szeptember 16. 12:30 | (25–8, 25–11, 25–13) |     |             | Nézőszám: 5500 Játékvezető: Marian Stamate (ROM), Songsak Chareonpong (THA) |

| 2000. szeptember 18. 14:30 | Egyesült Államok (USA) | 3–0 | Kenya (KEN) | Nézőszám: 4848 Játékvezető: Ivan Golianski (RUS), Themistoklis Kalpaktsoglou (GRE) |
| 2000. szeptember 18. 14:30 | (25–16, 25–6, 25–16)   |     |             | Nézőszám: 4848 Játékvezető: Ivan Golianski (RUS), Themistoklis Kalpaktsoglou (GRE) |

| 2000. szeptember 20. 14:30 | Kenya (KEN)                  | 1–3 | Ausztrália (AUS) | Nézőszám: 6657 Játékvezető: Klaus Fezer (GER), Juan Angel Pereyra (ARG) |
| 2000. szeptember 20. 14:30 | (25–16, 20–25, 15–25, 26–28) |     |                  | Nézőszám: 6657 Játékvezető: Klaus Fezer (GER), Juan Angel Pereyra (ARG) |

| 2000. szeptember 22. 10:00 | Kína (CHN)            | 3–0 | Kenya (KEN) | Nézőszám: 4001 Játékvezető: Themistoklis Kalpaktsoglou (GRE), Songsak Chareonpong (THA) |
| 2000. szeptember 22. 10:00 | (25–15, 25–14, 25–18) |     |             | Nézőszám: 4001 Játékvezető: Themistoklis Kalpaktsoglou (GRE), Songsak Chareonpong (THA) |

| 2000. szeptember 24. 10:00 | Kenya (KEN)                  | 1–3 | Horvátország (CRO) | Nézőszám: 4686 Játékvezető: Abdulkhaleq Isa Al Sabah (BRN), Songsak Chareonpong (THA) |
| 2000. szeptember 24. 10:00 | (25–18, 16–25, 18–25, 18–25) |     |                    | Nézőszám: 4686 Játékvezető: Abdulkhaleq Isa Al Sabah (BRN), Songsak Chareonpong (THA) |

| Csapat      | Helyezés |
| ----------- | -------- |
| Kenya (KEN) | 11.      |

## Úszás
Férfi
| Versenyző   | Versenyszám    | Előfutam | Előfutam | Előfutam | Elődöntő | Elődöntő | Elődöntő | Döntő   | Döntő    |
| Versenyző   | Versenyszám    | Idő      | Hely.    | Össz.    | Idő      | Hely.    | Össz.    | Idő     | Helyezés |
| ----------- | -------------- | -------- | -------- | -------- | -------- | -------- | -------- | ------- | -------- |
| Jin-Woo Kim | 100 m pillangó | 59,55    | 6.       | 60.      | kiesett  | kiesett  | kiesett  | kiesett | kiesett  |

Női
| Versenyző   | Versenyszám | Előfutam | Előfutam | Előfutam | Elődöntő | Elődöntő | Elődöntő | Döntő   | Döntő    |
| Versenyző   | Versenyszám | Idő      | Hely.    | Össz.    | Idő      | Hely.    | Össz.    | Idő     | Helyezés |
| ----------- | ----------- | -------- | -------- | -------- | -------- | -------- | -------- | ------- | -------- |
| Maria Awori | 100 m gyors | 1:06,23  | 3.       | 49.      | kiesett  | kiesett  | kiesett  | kiesett | kiesett  |